# Episodi di The Critic (seconda stagione)
La seconda stagione della serie animata The Critic, composta da 10 episodi, è stata trasmessa negli Stati Uniti, da Fox, dal 5 marzo al 21 maggio 1995.
In Italia è stata trasmessa su TELE+ Bianco.
| nº | Titolo originale                 | Titolo italiano              | Prima TV USA   | Prima TV Italia |
| -- | -------------------------------- | ---------------------------- | -------------- | --------------- |
| 1  | Sherman, Woman and Child         | Jay ti presento Alice        | 5 marzo 1995   |                 |
| 2  | Siskel & Ebert & Jay & Alice     | Siskel & Ebert & Jay & Alice | 12 marzo 1995  |                 |
| 3  | Lady Hawke                       | Ladyhawke                    | 19 marzo 1995  |                 |
| 4  | A Song for Margo                 | Una canzone per Margo        | 26 marzo 1995  |                 |
| 5  | From Chunk to Hunk               | Il giusto peso               | 2 aprile 1995  |                 |
| 6  | All the Duke's Men               | Tutti gli uomini di Duke     | 23 aprile 1995 |                 |
| 7  | Sherman of Arabia                | Sherman d'Arabia             | 30 aprile 1995 |                 |
| 8  | Frankie and Ellie Get Lost       |                              | 7 maggio 1995  |                 |
| 9  | Dukerella                        | Dukerella                    | 14 maggio 1995 |                 |
| 10 | I Can't Believe It's a Clip Show | Il meglio di Jay             | 21 maggio 1995 |                 |